# Homalodisca
Homalodisca è un genere di insetti omotteri della famiglia Cicadellidae.

## Tassonomia
A questo genere appartengono le seguenti specie:
- Homalodisca admittens
- Homalodisca apicalis
- Homalodisca cornuta
- Homalodisca elongata
- Homalodisca excludens
- Homalodisca hambletoni
- Homalodisca ichthyocephala
- Homalodisca ignorata
- Homalodisca ignota
- Homalodisca indefensa
- Homalodisca insolita
- Homalodisca liturata
- Homalodisca lucernaria
- Homalodisca nitida
- Homalodisca noressa
- Homalodisca robusta
- Homalodisca spottii
- Homalodisca vitripennis

## Impatto agronomico
La specie Homalodisca vitripennis causa gravi danni alle coltivazioni di vite in California, essendo vettore del batterio Xylella fastidiosa, responsabile della malattia di Pierce.